# نایل مک‌کورمیک
نایل مک‌کورمیک (انگلیسی: Niall MacCormick) کارگردان فیلم و کارگردان تلویزیونی اهل بریتانیا است.
از فیلم‌ها یا مجموعه‌های تلویزیونی که وی در آن‌ها نقش داشته‌است، می‌توان به پنهان و راهی طولانی تا فینچلی اشاره نمود.